# 九龍灣聖若翰天主教小學
九龍灣聖若翰天主教小學（英語：Kowloon Bay St. John The Baptist Catholic Primary School）是天主教香港教區轄下一間津貼男女小學，前身為聖若翰學校（上午校），位於九龍灣啟業道23號，於1962年由美國天主教傳教會創辦（於2003年改為九龍灣聖若翰天主教小學），校訓為剛毅求真。同時，九龍灣聖若翰天主教小學也是九龍灣的熱門小學。

## 歷史[3]
九龍灣聖若翰天主教小學前身為聖若翰學校（上午校），於1962年由瑪利諾外方傳教會創辦，1980年將該校移交天主教香港教區管理。2003年，遷校至九龍灣啟業道23號新校舍，改名為九龍灣聖若翰天主教小學，並由半日制改為全日制學校。
當年和聖若翰學校（上午校）一同創辦的是聖若翰學校（下午校），而聖若翰學校（下午校）現在已改名為聖若翰天主教小學。

## 校舍
該校校舍面積有7285平方米，為一所樓高七層的30班標準千禧校舍，還設有不少STEM設施，如VR、AR、水耕種植、風力水槽、無人機設備等等。

## 教學
該校是以中文為主要教學語言，而且小一上學期不設測驗。該校採取平均分班的分班方法。
另外，該校於2006年開始還參加了賽馬會手語雙語共融教育計劃，每級有一班可以錄取6名聾童，上課時原任老師主要以口語教學，而聾人老師以手語作翻譯，而此計劃已於2021年7月結束。

## 外部連接
- 九龍灣聖若翰天主教小學 校網 （页面存档备份，存于）